# Patrice Aouissi
Patrice Aouissi (Lyon, Francia; 24 de febrero de 1966 – Vienne, Isère; 8 de julio de 2023) fue un boxeador francés principalmente de la categoría de peso mediopesado que participó en los Juegos Olímpicos y fue campeón europeo.

## Carrera
Su primera participación fue en los Juegos Mediterráneos de 1991 en Atenas, Grecia donde ganó la medalla de oro. Un año después participó en los Juegos Olímpicos de Barcelona 1992 donde en la primera ronda venció a Manuel Verde de México por knockout en el tercer asalto, pero fue eliminado en la segunda ronda por Roland Raforme de Seychelles por knockout en el segundo asalto.

### Profesional
En 1992 pasó al profesionalismo cuando se unió al Paris Saint-Germain Boxing y dos años después fue campeón europeo de la Unión Europea de Boxeo luego de vencer el 14 de marzo de 1995 a Alexander Gurov de Ucrania, título que perdería el 24 de octubre del mismo año ante Gurov.
Un año después bajaría de peso para pelear por el título de peso crucero de la Organización Mundial de Boxeo ante Marcelo Dominguez de Argentina el 5 de julio de 1996, pero perdería el combate por puntos.

## Fallecimiento
Tras vivir enfermo de cáncer falleció el 8 de julio de 2023 a los 57 años, a causa de un accidente cerebrovascular en el Centro Hospitalario Lucien-Hussel de Vienne, Isère.